# Grunwald (gemeente)

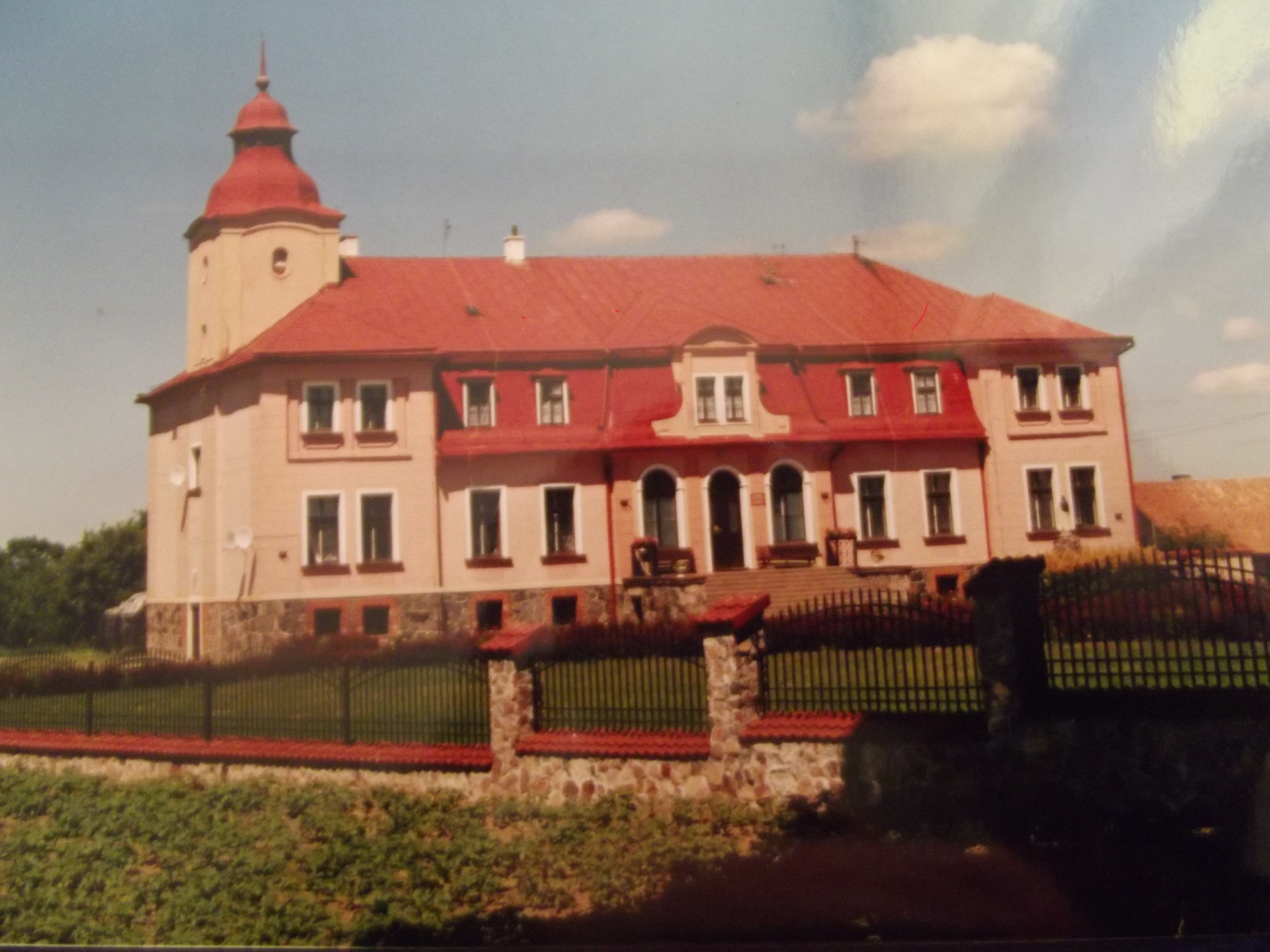
Paleis

De gemeente Grunwald is een landgemeente in het Poolse woiwodschap Ermland-Mazurië, in powiat Ostródzki.
De zetel van de gemeente is in Gierzwałd.
Op 30 juni 2004 telde de gemeente 5698 inwoners.

## Oppervlakte gegevens
In 2002 bedroeg de totale oppervlakte van gemeente Grunwald 179,84 km², waarvan:
- agrarisch gebied: 72%
- bossen: 18%

De gemeente beslaat 10,19% van de totale oppervlakte van de powiat.

## Demografie
Stand op 30 juni 2004:
| Omschrijving                   | Totaal | Totaal | Vrouwen | Vrouwen | Mannen | Mannen |
| ------------------------------ | ------ | ------ | ------- | ------- | ------ | ------ |
| eenheid                        | aantal | %      | aantal  | %       | aantal | %      |
| inwoners                       | 5698   | 100    | 2806    | 49,2    | 2892   | 50,8   |
| bevolkingsdichtheid (inw./km²) | 31,7   | 31,7   | 15,6    | 15,6    | 16,1   | 16,1   |

In 2002 bedroeg het gemiddelde inkomen per inwoner 1780,65 zł.

## Administratieve plaatsen (sołectwo)
Domkowo, Dylewo, Frygnowo, Gierzwałd, Glądy, Góry Lubiańskie, Grunwald, Kiersztanowo, Kiersztanówko, Kitnowo, Łodwigowo, Marcinkowo, Mielno, Pacółtowo, Rychnowo, Rychnowska Wola, Stębark, Szczepankowo, Zapieka en Zybułtowo.

## Overige plaatsen
Dąbrowo, Dylewko, Grabiczki, Jędrychowo, Kalwa, Korsztyn, Lipowa Góra, Lubian, Lubianek, Łącko, Omin, Pacółtówko, Rzepki, Tymawa, Ulnowo en Wróble.

## Aangrenzende gemeenten
Dąbrówno, Kozłowo, Olsztynek, Ostróda